# Мобилен телефон
Мобилният телефон (още клетъчен телефон, преносим телефон, мобилен апарат), известен в България като мобифон или GSM-телефон (разговорно: „джиесем“), е електронно телекомуникационно средство, вид телефон.
Повечето съвременни мобилни телефони са свързани към клетъчна мрежа, съставена от базови станции, която от своя страна е свързана с обществена телефонна мрежа (изключение правят сателитните телефони и радиотелефоните). В зависимост от мрежовия стандарт се различават цифрови GSM-телефони и аналогови NMT (Nordic Mobile Telephone) телефони. В България исторически първа е NMT-мрежата.
Освен стандартните гласови функции, мобилният телефон може да поддържа и множество допълнителни услуги като SMS (кратки текстови съобщения), достъп до Интернет и MMS (за изпращане и получаване на снимки, звук и видео).
През третото тримесечие на 2011 г. в световен мащаб са продадени 440,5 млн. мобилни телефони (увеличение с 5,6% спрямо същия период на предходната година). 26% от продадените мобилни телефони са смартфони.

## История
Клетъчните мрежи се появяват за пръв път през първата половина на 1980-те години (това са мрежите от първо поколение).
Преди края на 1980-те повечето мобилни телефони са с твърде големи размери и затова обикновено се инсталират в превозни средства, например автомобили. Напредъкът на микроелектрониката (и по-точно миниатюризацията) спомага всички днешни мобилни телефони да са удобни за носене в ръка.
Преносимата радиотелефонна услуга е замислена още в ранните етапи на развитие на радиото. През 1917 г. финският изобретател Ерик Тигърстед подава заявка за патент за „джобен сгъваем телефон с много тънък въглероден микрофон“. Сред ранните предшественици на мобилните телефони са устройствата за аналогова радиовръзка с кораби и влакове. Съревнованието за създаване на истински преносими телефонни устройства започва след Втората световна война в много държави. Напредъкът в мобилната телефония телефония се проследява в няколко номерирани поколения (генерации, G), започващи с нулевата генерация (0G) услуги, като първите мобилни телефонни услуги са на американската компания Bell System. Тези услуги не са клетъчни, поддържат ограничен брой едновременни обаждания и са доста скъпи.
Развитието на планарната технология с метално-оксидните-полупроводници (MOS), позволило висока степен на интеграция (LSI), на информационната теория и на клетъчните мрежи обуславя развитието на достъпни мобилни комуникации и устройства като автомобилния телефон. Първият ръчен клетъчен мобилен телефон е демонстриран от Джон Ф. Мичъл и Марин Купър Cooper от Motorola през 1973 г., като слушалката е с тегло 2 килограма. Nippon Telegraph and Telephone стартира в Япония първата търговска автоматизирана аналогова клетъчна мрежа (1G) през 1979 г. През 1981 г. следва едновременното стартиране на Nordic Mobile Telephone (NMT) система в Дания, Финландия, Норвегия и Швеция. Няколко други държави също развиват мобилна телефония в началото и средата на 80-те. Тези системи са от първо поколение (1G) и могат да поддържат повече едновременни обаждания, но някои все още използват аналогова клетъчна технология. През 1983 г. DynaTAC 8000x е първият ръчен мобилен телефон, пуснат на пазара.
Дигиталните клетъчни мрежи се появяват през 90-те. Те са обусловени от широкото внедряване на MOSFET–базирани RF усилватели (MOSFET и LDMOS) и RF вериги (RF CMOS), което позволява обработката на цифрови сигнали в безжичните комуникации. През 1991 г. стартира втората генерация (2G) дигитална клетъчна технология във Финландия, реализирана от Radiolinja по GSM стандарт. Така започва състезанието в сектора, като новите оператори конкурират действащата (1G) мрежа. GSM стандартът е европейска инициатива, обявена на Европейска конференция за поща и телекомуникации (CEPT). Френско-немски консорциум демонстрира техническата ѝ осъществимост, и през 1987 г. е подписано писмо за намерения между 13-те европейски държави, съгласили се да стартират търговска услуга през 1991 г. Първата версия на стандарта GSM (=2G) съдържа 6000 страници. През 2018 г. IEEE и RSEE награждават Thomas Haug и Philippe Dupuis с медал „Джеймс Кларк Максуел“ за приносите им към първия дигитален мобилен телефонен стандарт. През 2018 г. стандартът и устройствата GSM се използват от над 5 милиарда души в повече от 220 държави. По-късно GSM (2G) еволюира в 3G, 4G, 5G. Стандартът GSM е започнат от работна група „GSM“ през 1982 под чадъра на CEPT. През 1988 г. е създаден Европейски институт за стандартизация в далекосъобщенията (ETSI) и всички CEPT стандартни дейности преминават към ETSI. Работната група GSM става Техническа комисия GSM. През 1991 г. тя става Техническа комисия SMG, когато ETSI започва разработването на UMTS (3G).

## Производители
Някои от най-големите световни производители на мобилни телефони са
- Alcatel
- Audiovox
- BenQ-Siemens
- LG
- Apple
- Kyocera
- Motorola
- NEC
- Nokia
- Panasonic
- Pantech
- Sagem
- Samsung
- Sanyo
- Siemens AG
- SK Teletech
- Sony Ericsson
- Toshiba
- Philips
- Fujitsu
- Sharp
- HTC
- Huawei